# Schepskermis
Schepskermis (ook Scheps Kermis) is een Vlaams muziekfestival dat jaarlijks plaatsvindt in het Balense gehucht Scheps rond het tweede weekend van juli, bij de aanvang van het bouwverlof. Het vijfdaagse evenement trekt enkele duizenden bezoekers en er hebben diverse bands en artiesten opgetreden waaronder Heideroosjes, The Scene, Will Tura en Milk Inc.. Het festival wordt gehouden op de gemeentelijke speelweide. Schepskermis werd voor het eerst georganiseerd in 1976 nadat het laatste café in het gehucht gesloten werd. De 45ste editie in 2020 werd afgelast vanwege de coronapandemie van 2019-2020.
Vóór het festival bestond er al een Schepskermis. Er wordt melding gemaakt van een tweedaagse kermis in "Baelen" onder deze naam in een krantenbericht uit 1927.